# Parafia Matki Boskiej Częstochowskiej w Gozdawie
Parafia pw. Matki Boskiej Częstochowskiej – parafia rzymskokatolicka mająca swą siedzibę we wsi Gozdawa w powiecie lipskim. Administracyjnie należy do dekanatu sienneńskiego w diecezji radomskiej.

## Historia
Przed powstaniem parafii rzymskokatolickiej w Gozdawie, istniała tutaj parafia ewangelicko-augsburska, założona przez miejscowych Niemców na przełomie XIX i XX w. Wskutek II wojny światowej opuścili oni miejscowość, w wyniku czego nie pozostali tu żadni ewangelicy, a kościół parafialny przekazano w 1944 r. w zarząd kościołowi łacińskiemu. Staraniem mieszkańców i ks. Piotra Koby, w roku 1952, powstał w przekazanym kościele rektorat. Parafię pw. Matki Boskiej Częstochowskiej powołano 1 lipca 1977 r. Akt erekcyjny wydał ks. bp Piotr Gołębiowski.

## Zasięg parafii
Do parafii należą wierni z miejscowości: Gozdawa, Janów, Janów Kolonia, Kadłubek, Ludwików, Rogalin i Wierzchowiska Trzecie.

## Proboszczowie
- 1967–1995 – ks. kan. Stanisław Wiśniewski
- 1995–1999 – ks. Jarosław Brendel
- 1999–2002 – ks. Władysław Żabicki
- od 2002 – ks. Gracjan Broda (administrator)